# Victim of Yourself
Victim of Yourself è l'album di debutto del gruppo thrash metal brasiliano Nervosa, pubblicato il 7 marzo 2014 dalla Nuclear Blast.

## Tracce
1. Intro – 2:59
2. Twisted Values – 5:20
3. Justice Be Done – 3:51
4. Wake Up and Fight – 3:42
5. Nasty Injury – 5:29
6. Envious – 4:37
7. Morbid Courage – 3:35
8. Death – 3:53
9. Into Mosh Pit – 3:45
10. Deep Misery – 2:08
11. Victim of Yourself – 4:12
12. Urânio em nós – 2:07

## Formazione
- Prika Amaral – chitarra, cori
- Pitchu Ferraz – batteria
- Fernanda Lira – basso, voce